# Kemény Dezső (orvos)
Kemény Dezső (neve Bécsben egyetemi tanulmányi ideje alatt majd orvosként 1910-ig és 1918-ban a császári kitüntetési okmányon Desiderius Kemény) (Kassa, 1869. július 23. – Kassa, 1926. szeptember 6.) magyar orvos, sebész, szülész-nőgyógyász, fogorvos.

## Életútja
Klein Jakab kereskedő és Kis Eszter (Ernesztin) fia. A szülők Miskolcon kötöttek házasságot (1868. szeptember 9.), majd Kassára költöztek és itt alapítottak családot.
Kemény Dezső születési neve Klein Dezső volt, amelyet kiskorúként beadott kérvényére  m. kir. Belügyminiszteri engedéllyel 1891-ben „Kemény”-re magyarosított. Ez a legrégebbi névmagyarosítás egyike.  
Otthon született, a Fő utca 42. (ma Hlavná ulica 56.) szám alatt. Édesapja a Fő utca elegáns üzletsorán, emeletes házuk földszinti terében nyitotta meg posztókereskedését a Nemzeti Színházzal szembeni oldalon, a kassai dóm közelében. 
Kassán nevelkedett, iskoláit is itt végezte, azután tanulmányait a Bécsi Egyetem Orvosi Fakultásának hallgatójaként folytatta.

„Miután a törvényes vizsgákat letette, tudását és az orvostudomány művészetének képességét bizonyította, az egyetemes orvostudomány doktora címet és tisztséget, valamint az orvosi, sebészeti, szemészeti és szülészeti mesterség gyakorlásának jogát adományozzuk neki. Ezt a tényt megerősítendő, az egyetem pecsétjével ellátott oklevelet állítottunk ki. Bécs, 1888. február 19.
(A Bécsi Egyetem pecsétjével ellátott oklevél, részlet, fordítás latinból)”

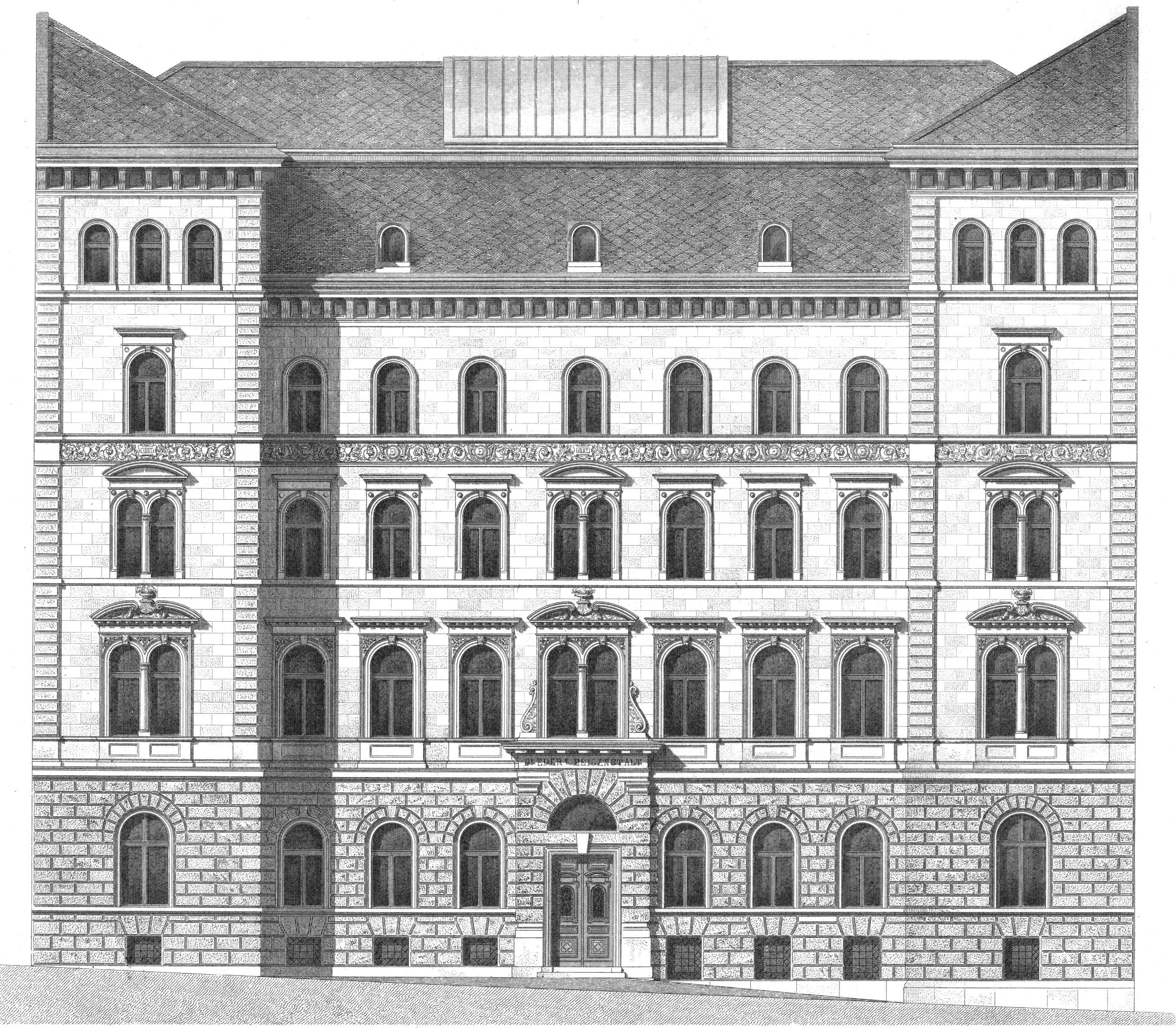
Sanatorium Fürth (Wien, VIII Schmidgasse 14)

Kemény Dezső Sub. ausp. Regis (doktorrá avatás királyi kitüntetés mellett) promoveált. 23 éven át a bécsi Sanatorium Fürth (Wien, VIII Schmidgasse 12-14) vezető sebészfőorvosa volt. Házasságkötéséig a Sanatorium Fürth-ben lakott (Wien, VIII Schmidgasse 14). 
Dr. Kemény Dezső Bécsben egyházi házasságot kötött Smoglian Annával (Dr. Kemény Dezsőné) és áttért felesége római katolikus vallására. Keresztelése is a császárvárosban történt. 
1908-ban szublimátmérgezést kapott a bemosakodástól, emiatt fogorvossá képezte át magát. 

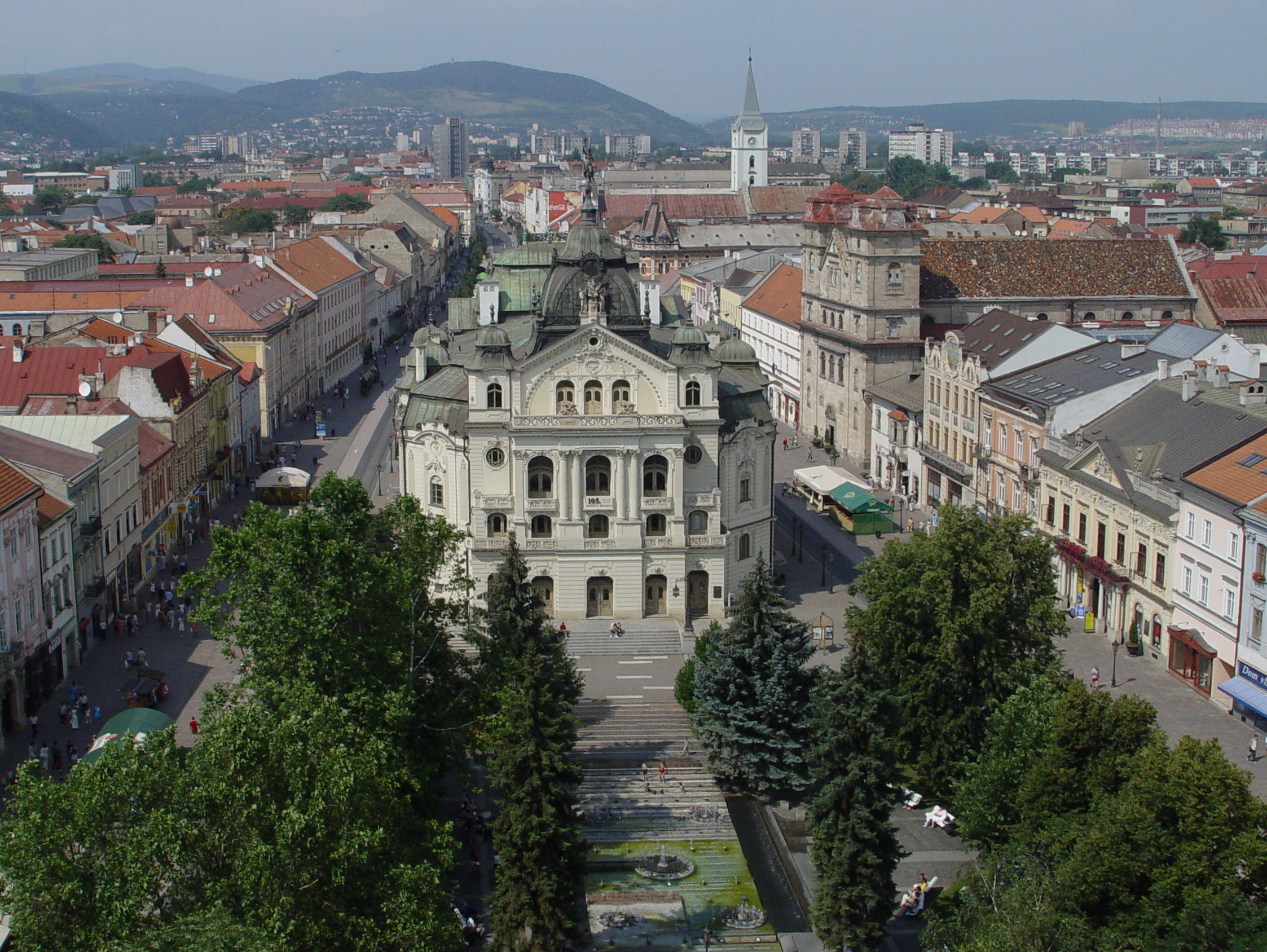
Kassa óvárosa, a színházzal, Fő utca

1910-ben feleségével és két fiával visszatért Kassára és szülőházában nyitott fogászati magánrendelőt, ahol 1926-ban történt haláláig folytatta élethivatását
Sok évtizedes orvosi tapasztalatát fogorvosi magánrendelőjén kívül is áldozat készen a betegek és a sebesültek gyógyítására fordította, némelyik esetről beszámolt sajtó.

„Kassa.
Kassai tudósítónk táviratozza, hogy a kassai függetlenségi párt hétfőn este 6 órakor 
nagy népgyűlést hívott össze a Schalkházba. [...]
A népgyűlés este 19 órakor végződött A gyűlés után, óriási tömegek vonultak az utcára és tüntetve mentek a Fő- és Harang utcán át a Kossuth Lajos utcára. Itt már harci helyzetben nagy rendőri kirendeltség várta a tüntetőket Rátvay rendőrtiszt a főispán kedveltje vezetésével. Rátvay a nagy tömeg láttára egyszerűen megvadult: minden fölszólítás nélkül attakot vezényelt.A rendőrség éles karddal rohant  rá a tömegre és öt munkást súlyosan megsebesítettek ; ezeknek az első segítséget dr. Kemény orvos nyújtotta. …
Népszava, 1912. június 11., 40. évfolyam, 138. szám(részlet)”

„Egy jótékony úrinő halála.
Most, a mikor a háború letarolja a férfiak javarészét és az öldöklő fegyverek közt majdnem csodaszámba megy, ha egyesek épségben maradnak, — most ha írunk egy jótékony asszony haláláról, önként felvetődik a kérdés: ki volt az a nő, aki egy pillanatra tragikus sorsával megrázza a lelkünket  [...] Ez a fiatal asszony a leghűségesebb hitves, a legjobb anya és szenvedő embertársainak jóltevője volt. Igen, dr. Rein Arthurné, háziezredünk törzsorvosának felesége  [...] tragikus sorsa megrázza a lelkünket.  [...]
Dr. Reinnénak súlyos szívbaja és olyan betegsége volt, amelyet az operáció ideig-óráig elodáz, de azt feltartóztatni már nem tudta.  [...] Mikor aztán férje eltávozott, mindkét betegség teljes erővel sújtott a bánatos hitestársra és kezelő orvosa, dr. Kemény hiába áldozott fel éjt és nappalt a beteg mellett, már nem tudta a beteget az életnek megtartani, és szakértelme felismerve a közeledő végveszélyt, jó előre rá akarta bírni betegét, hogy menjen Budapestre, valamelyik szanatóriumba. Dr. Reinné azonban hallani se akart most, férje távollétében erről, és várt, szenvedett, de imádott gyermekei körében volt. Végre mikor baja nagyon súlyossá vált, e hó 2- án dr. Kemény orvos és nagyobbik fia kíséretében a fővárosba akart menni. — Az ungvári állomáson a vasúti kocsiba segítették, itt a vonat azonban az állomáson d. u. 5 órától hajnali 5 óráig állt, — ilyen nagy volt a késés — a gyenge nőt ez is lesújtotta, elgyötörte és mikor Nyíregyházára érkeztek, a fiatal, a gazdag nő már nem volt az élők sorában, meghalt a vasúton. …… „
UNG Társadalmi lap, 1915. január 31., 53. évf. 5. szám, 2.-3. old. (részlet)”

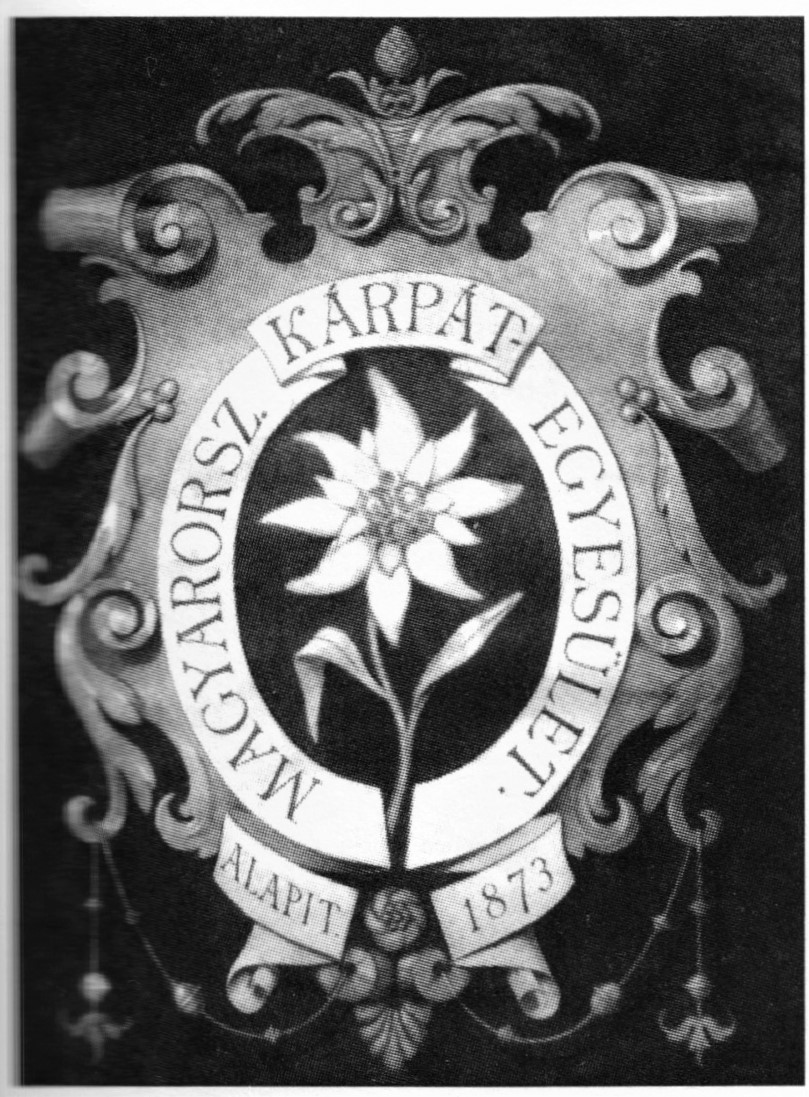

Az első világháborúban a Pesti úti barakk kórház sebészfőorvosa, majd ugyanitt a fogászati ambulanciának volt a vezetője.
A köz szolgálatában nyújtott sokéves hasznos munkájáért és hazaszeretetéért 1918-ban a Das Goldene Verdienstkreuz mit der Krone am Band der Tapferkeitsmedaille (Koronás Arany Érdemkereszt a Vitézségi Érem szalagján) kitüntetésben részesítette Ő Felsége Ausztria császára, Csehország királya stb. és Magyarország apostoli királya.
Családját tisztelet és megbecsülés övezte Bécsben és Kassán egyaránt. Baráti köréhez művelt, magas társadalmi rangú, ismert személyiségek tartoztak. Élete minden területét a keresztény értékek hatották át.
Szabadidejében szívesen zongorázott. Dr. Kemény Dezső a Magyar Kárpát Szövetség (Magyarországi Kárpát-egyesület) tagja volt.

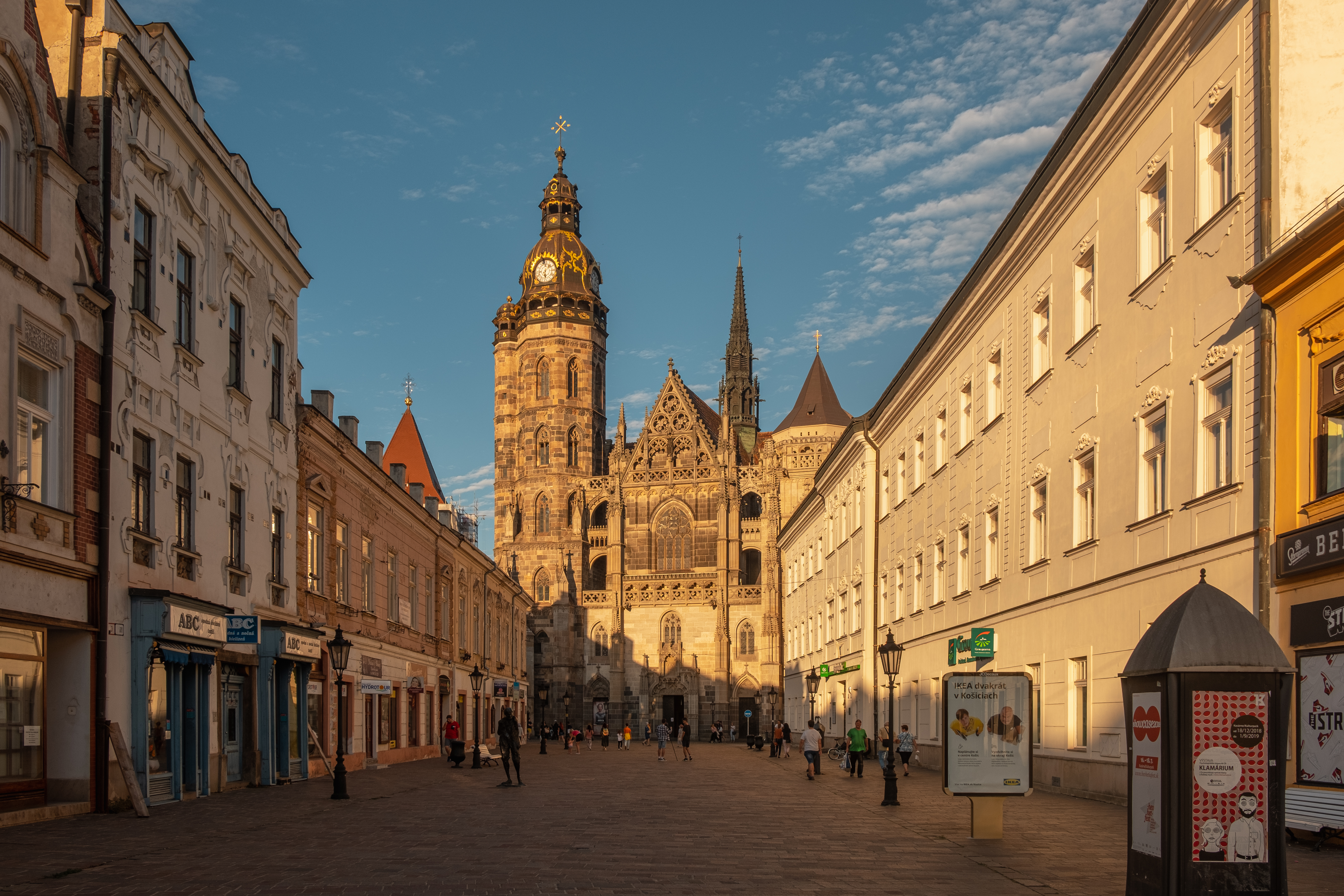
A kassai Dóm

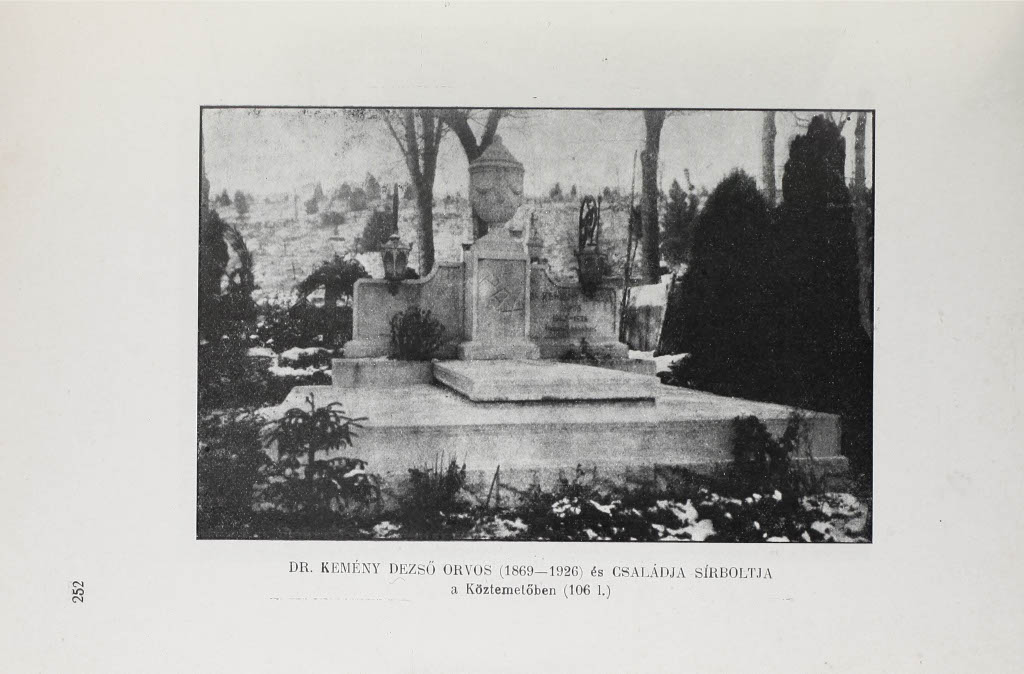
Dr. Kemény Dezső (1869–1926) orvos és családja sírboltja, Kassa, Köztemető 1926

1926. szeptember 6-án, 58. életévében hunyt el otthonában tüdőgyulladás következtében.

„Dr. Kemény Dezső orvos
folyó évi szeptember hó 6-án, éjjel fél 12 órakor, hosszú szenvedés és a halotti szentségek felvétele után, életének 57-ik évében, boldog házasságának 29-ik évében elhunyt. 
Drága halottunk temetése szeptember 8-án, délután 5 órakor a Köztemető felső kápolnájából a róm. kath. egyház szertartása szerint fog örök nyugalomra helyeztetni. 
Az engesztelő szentmise-áldozat szeptember 9-én, reggel 8 órakor a Dómban lesz bemutatva.
Végtelen szeretetünk kíséri örök útjára!
Kassai Újság, 1926. szeptember 08. Gyászjelentés (részlet)”

A Dr. Kemény Dezső temetéséhez létesült síremléket „Dr. Kemény Dezső (1869–1926) orvos és családja sírboltja” képaláírással Wick Béla 1931-ben fényképpel megjelentette a Kassa régi temetői, templomi kriptái és síremlékei című könyvében.
Kassa városa jelentős személyiségeinek védett sírjai között tartja nyilván.

## Kitüntetése

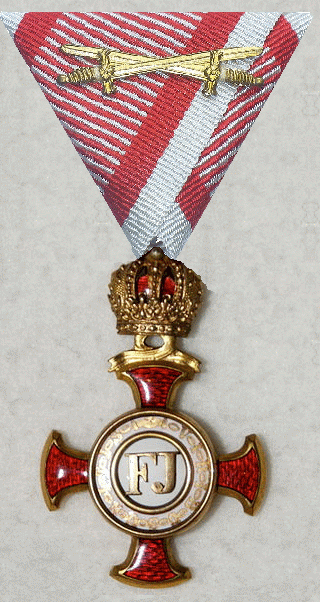
Das Goldene Verdienstkreuz mit der Krone am Bande der Tapferkeitsmedaille – Seine Majestät Der Kaiser von Oesterreich König von Böhmen u.s.w. und Apostolische König von Ungarn Wien, 11. Aug. 1918

Das Goldene Verdienstkreuz mit der Krone am Bande der Tapferkeitsmedaille – Seine Majestät Der Kaiser von Oesterreich König von Böhmen u.s.w. und Apostolische König von Ungarn Wien, 11. Aug. 1918 (Koronás Arany Érdemkereszt a Vitézségi Érem szalagján) 

## Családja
Édesapja  Klein Jakab (Ungvár, 1844. szeptember 5. – Kassa, 1895. november 20.) kereskedő, édesanyja Kis Eszter, Ernesztin (Miskolc, 1846. június 10. – Kassa, 1931. július 5.) Szülei izraelita vallásúak voltak. Gyermekeik tehetsége, tudása, példamutató életvitele hozzájárult a kassai magyar polgárság társadalmi rangjának erősítéséhez és emeléséhez.
Testvérei: dr. Kemény Béla ( Kassa, 1872 – Kassa, 1915. augusztus 12.) ügyvéd, Kassa város v. tb. t. főügyésze, Kemény Margit (Dr. Elkán Miksáné) (Kassa, 1886  – Kassa, 1944)
Felesége dr. Kemény Dezsőné, szül. Smoglian Anna (Új-Szőny, 1873. november 13. – Kassa, 1954. január 17.). Gyermekeik: dr. Kemény Albert (Bécs, 1899. január 27. – Munkács, 1941. október 14.) orvos, fogszakorvos, szakíró, Kemény Egon (Bécs, 1905. október 13. – Budapest, 1969. július 23.) zeneszerző.